# Economía de la Antigua Roma

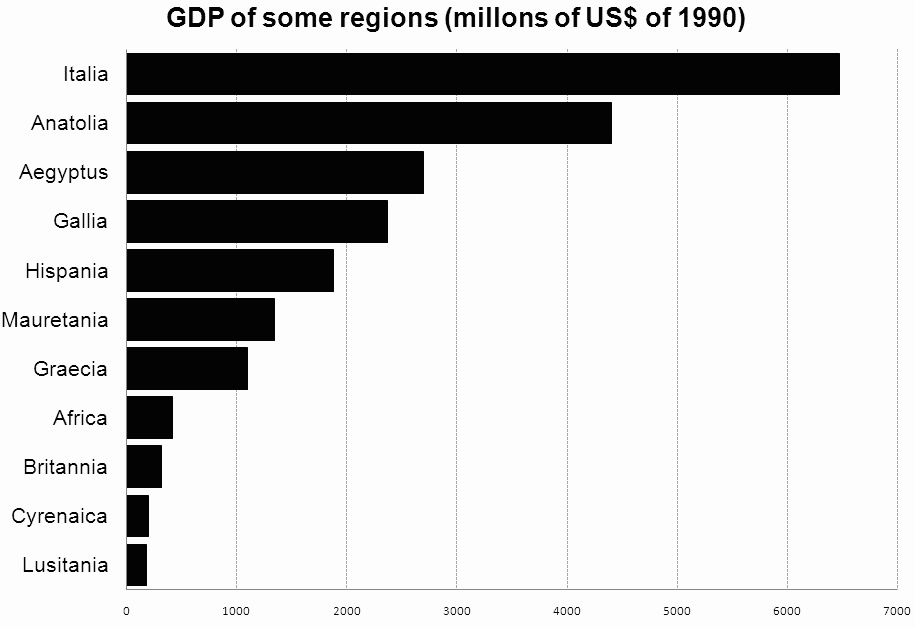
PIB hacia el 1 d. C. de diferentes regiones del imperio, se aprecia el peso de Italia y las regiones orientales del imperio. Fuente: Universidad de Groninga

La República de Roma dominaba una vasta extensión de tierra con enormes recursos naturales y humanos, se estima que hacia el siglo II d. C. la población del imperio rondaría los 50 millones, distribuidos en cerca de 5 millones de kilómentros cuadrados. Como tal, la economía en la antigua Roma se mantuvo concentrada en la agricultura y el comercio. El comercio agrícola libre cambió el panorama italiano y, por el siglo I a. C., las enormes haciendas dedicadas al cultivo de la vid, de los cereales y del olivo, propiedad de grandes terratenientes, habían estrangulado a los pequeños agricultores, que no pudieron igualar el precio del grano importado. La anexión de Egipto, Sicilia y Cartago (actual Túnez) proporcionó un suministro continuo de cereales. A su vez, el aceite de oliva y el vino fueron las principales exportaciones de Italia. Ya por entonces se practicaba la rotación de dos hojas, pero la productividad agrícola en general fue baja: alrededor de 1 tonelada por hectárea.

## Actividad económica

### Agricultura
La agricultura era una actividad que estaba muy bien considerada dentro de la sociedad romana, al contrario de lo que sucedía con la artesanía. Roma, en sus orígenes, había sido una comunidad de pastores y agricultores, por lo que la tradición hacía de esta actividad una profesión casi sagrada. Incluso los Patricios se dedicaban al cultivo de la tierra y a la cría del ganado: estos patricios eran propietarios de grandes haciendas cuyo mantenimiento y explotación recaía en la mano de obra esclava que vivía en estas fincas durante todo el año al cuidado de un capataz que, a su vez, era un esclavo de confianza del propietario. Estas enormes fincas producían todo tipo de alimentos. Si se daba el caso de que la explotación se encontraba cerca de alguna ciudad, los frutos de la cosecha se trasladaban diariamente a su mercado y se vendían, ya que solían ser productos que se estropeaban con el paso del tiempo, tales como frutas, hortalizas y verduras frescas, que eran muy apreciadas por los habitantes de las grandes ciudades. 

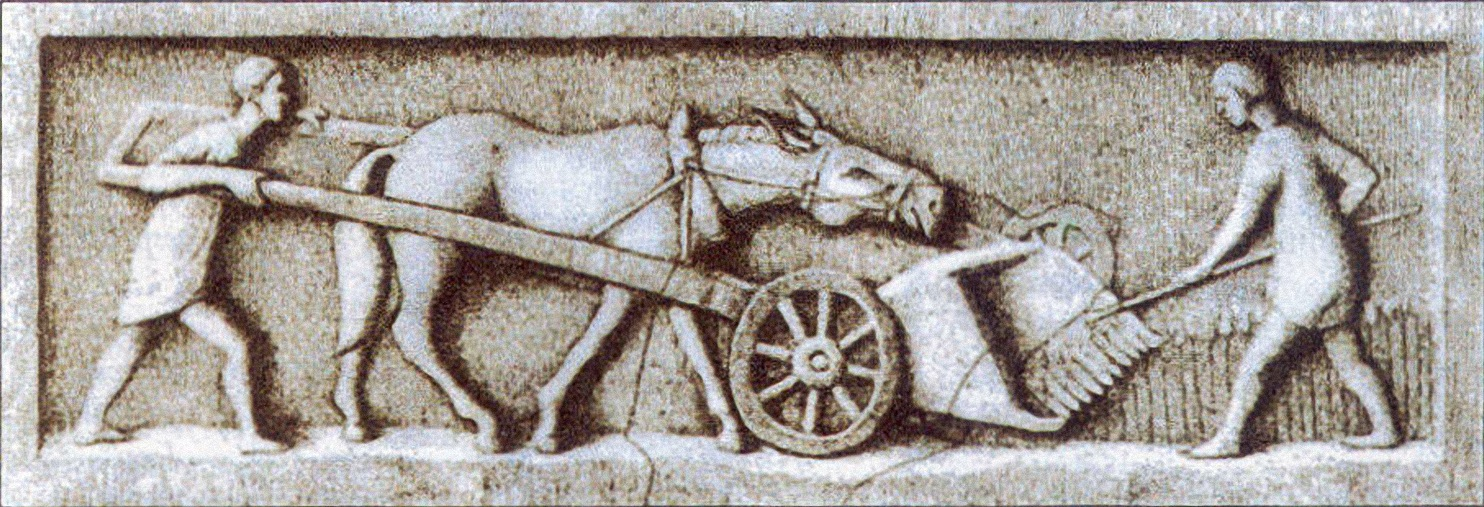
Escena de recolección en la época romana

Por el contrario, si la explotación agrícola se encontraba muy alejada de las urbes, los productos frescos eran utilizados para el consumo inmediato de los propietarios (que solían vivir en las fincas alejadas, apartados del bullicio de las ciudades) y trabajadores libres y, en menor medida, esclavos de la explotación. Los productos que se vendían en la civitas (ciudad) eran los que no perecían con el paso del tiempo, tales como vino, uvas, aceite, aceitunas, trigo, cebada, avena etc., cultivos a los que se dedicaba la mayor cantidad de terreno para su producción.
Existían también campesinos libres que cultivaban su propia tierra con la ayuda de sus propias familias, o bien los que arrendaban parcelas a los Patricios (cuyas posesiones podían extenderse ininterrumpidamente durante kilómetros y kilómetros) a cambio de dinero o a cambio de pagos en especie, generalmente una fracción de la cosecha que el campesino producía.
La técnica que los romanos usaban al cultivar la tierra ha perdurado, en lo esencial, hasta nuestros días. En primer lugar, como en todos los países mediterráneos de la actualidad, se practicaba la rotación de dos hojas. Esta rotación consistía, y consiste, en cultivar y dejar en barbecho los campos alternativamente, para mantener la fertilidad del suelo y acumular humedad. Este tipo de rotación se adaptaba a los suelos arenosos y a los veranos largos y secos de la cuenca mediterránea, aunque no a los del Noroeste de Europa (como en la Galia Lugdunense), donde los suelos son más compactos y el arado romano, debido a su debilidad, no podía levantar la tierra. Por ello cultivaban las tierras arenosas calizas de las lomas, dotadas de su drenaje natural, y evitaban los suelos más compactos, pero más fértiles, de valles y mesetas.

Lo que no ha perdurado hasta hoy es la técnica que los romanos usaban para arar los campos. Los arados romanos eran muy ligeros, como se acaba de indicar. Por lo tanto, al ser de madera, no dejaban los característicos surcos que podemos observar hoy en día en las tierras aradas. En su lugar, este arado lo único que conseguía era arañar la superficie de la tierra, por lo que el agricultor tenía que dibujar una cuadrícula por toda la parcela, para aprovecharla en toda su extensión. 

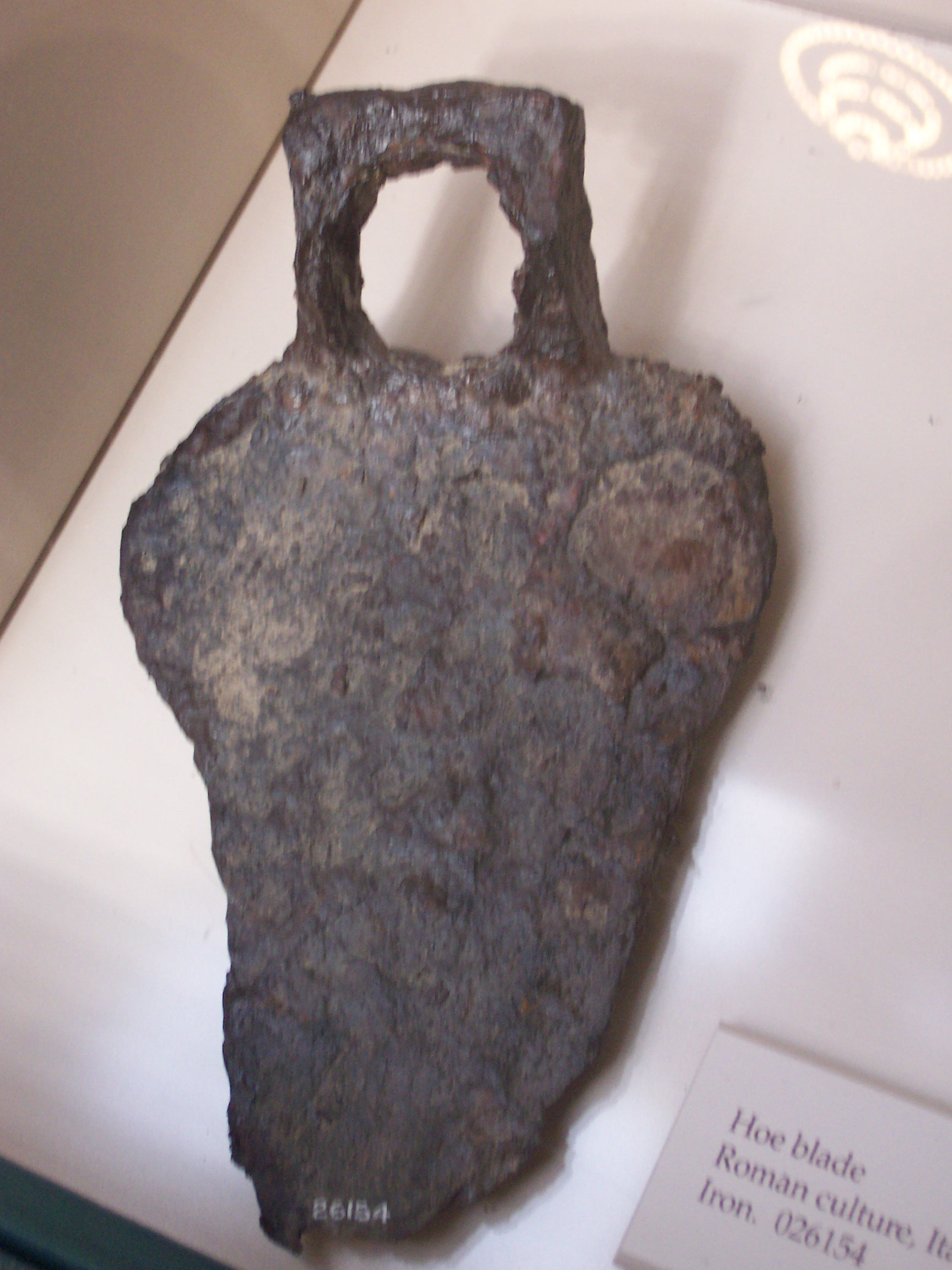
Azada romana de hierro, 2000 años de antigüedad. Puede ser vista en el Field Museum of Natural History (Chicago).

La época más activa en el campo era el otoño. Hacia principios de octubre se empezaba a sembrar el trigo y la cebada, terminando a mediados, o incluso a finales, de noviembre. Una vez finalizada la siembra, hacia mediados de diciembre, había que recoger las aceitunas, que posteriormente eran prensadas para obtener aceite, el cual se almacenaba en tinajas de barro precintadas con brea que eran destinadas a la venta o a su posterior consumo por parte de los residentes en la explotación. Además, el otoño era el momento de la matanza del ganado, con el adobe y el embutido de sus carnes (con las que se fabricaban exquisitos jamones, lomos adobados, chorizos y una especie de mortadela); del esquile de las ovejas y del arado de las tierras.
En el invierno, sin embargo, las actividades que se realizaban eran menos pesadas, aunque igualmente importantes. La mayoría de los trabajos invernales eran de índole doméstica, es decir, era la época de las reparaciones, de tejer cestos de mimbre, de fabricar queso, herramientas, tinajas y arados, de tejer la lana de las ovejas y curtir pieles etc.
El verano era igual de intenso que el otoño, ya que, a finales de primavera, comenzaba la temporada de recogida de las hortalizas, seguida de la siega de la cebada y del trigo hasta casi principios del otoño, ya en septiembre, que terminaba con la recogida de las uvas, la vendimia, y su posterior prensado para hacer vino.
Puede decirse que la vida del campesinado en tiempos de la Antigua Roma era muy dura; además, los campesinos solían vivir en condiciones muy humildes, rozando el umbral de la pobreza (y traspasándolo, generalmente), y de ninguna manera llegaban a percibir los mismos ingresos que un carpintero o que un alfarero, por ejemplo, que trabajara en la ciudad, ya que en ésta existía un grado de especialización que no se daba en el campo.
Pero los campesinos también tenían sus jornadas de descanso. Cuatro veces al mes, cada siete días, los campesinos (libres, eso sí) detenían sus actividades y acudían a la ciudad a vender sus productos, a comprar simiente y utensilios variados e incluso a asistir al circo.
Además, hacia finales del invierno los campesinos realizaban una serie de fiestas, las Paganalia, mediante las cuales por mandato de los dioses entonces reposaba el arado, pues la religión establecía el descanso tanto para el criado y el buey como para el labrador y el dueño. Habitualmente, estas fiestas se realizaban en enero, por lo que ni la cosecha ni las labores relativas al ganado sufrían alteración alguna.
Solemos pensar que en lo que respecta al campo los romanos no hicieron grandes avances tecnológicos. Aquí nos equivocamos, puesto que, además de generalizar el arrendamiento de las parcelas de tierra (a otros ciudadanos o al Estado) promovieron el uso de molinos de agua y, en menor medida, de viento para poder moler el grano; inventaron una mejorada prensa de aceite, novedosas técnicas de regadío y generalizaron el uso de abonos y otros fertilizantes naturales.

### Trabajo en la ciudad
El trabajo que se realizaba en las ciudades era muy distinto que el realizado en el campo. Para los romanos, al contrario de lo que sucedía con la agricultura, el comercio y el trabajo manual no gozaban de gran consideración. Era normal dejarlo en manos de clases sociales inferiores, de extranjeros e incluso de esclavos. Esto puede hacernos pensar que en las ciudades romanas había muy pocos artesanos y fabricantes de utensilios, pero, en realidad, no fue así. Incluso, paradójicamente, el Derecho romano permitía y promovía una considerable libertad de empresa y no penalizaba las operaciones comerciales. Este Derecho cuidaba del cumplimiento estricto de los contratos, de hacer respetar el derecho de propiedad privada y de llegar a un acuerdo rápido en las disputas. hay que decir, en lo referente a los contratos, que su uso era tan común como hoy en día. Los contratos que se realizaban con el Estado, generalmente de arrendamiento de tierras para el pasto del ganado, podían tener fiadores (praevides). También existían las Tabulae (el contrato de esponsales). De los contratos se exigía su cumplimiento, que, de lo contrario, suponía el tener que pagar una indemnización por parte del infractor. También existían contratos para las ventas (emancipatio). Estos se realizaban con la entrega del bien y el pago correspondiente ante testigos, siendo entonces una venta perfecta. Si se incumplían los términos, el infractor debía indemnizar a la otra parte como si le hubiera robado el bien. Incluso también se hacían contratos para el préstamo de dinero. El prestamista entregaba la suma de dinero al prestatario ante testigos, y este último tenía la obligación (nexum) de devolver el capital más los intereses, un 10 % anual, generalmente. Si el prestatario no pagaba, el prestamista, después del obligado proceso judicial, podía desposeerle de todas sus propiedades para recuperar lo prestado, convertirle en esclavo suyo e incluso matarlo, aunque en tiempos más tardíos de la historia de Roma esta práctica cayó en desuso. 

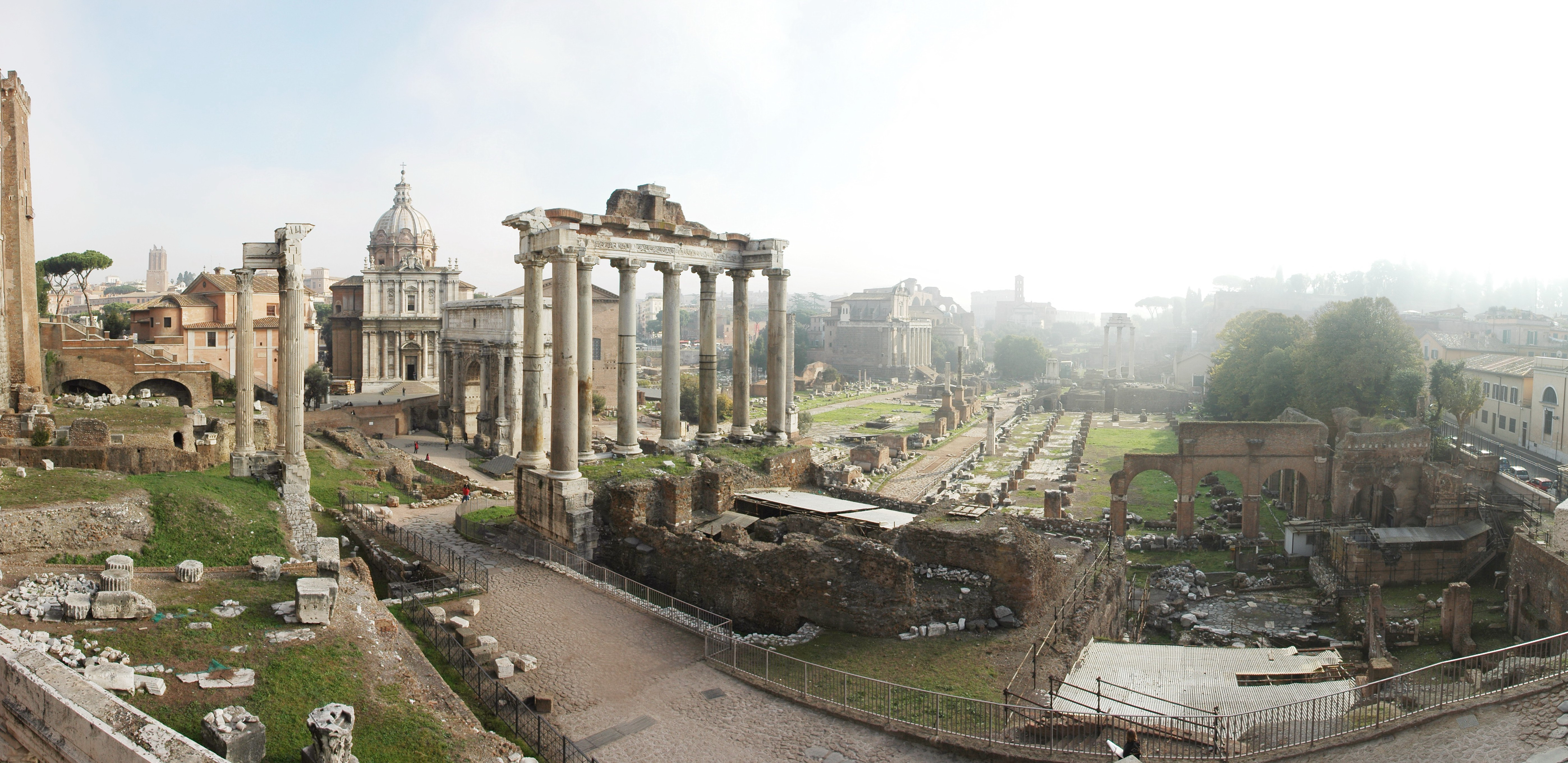
El foro romano, centro de la actividad económica en la Antigua Roma

Como se acaba de mencionar, en las ciudades romanas existían numerosos talleres y “empresas”. Cada ciudadano, fuera libre o esclavo, desarrollaba una actividad, desde la manufactura y el comercio hasta las profesiones de maestro, banquero y arquitecto, aunque estas últimas no tenían la misma consideración que se las da hoy en día. Tejedores, alfareros, zapateros, herreros, tintoreros, vidrieros, orfebres y un largo etcétera ofrecían sus productos al público en el mismo lugar donde los fabricaban, atrayendo a los posibles compradores con toda suerte de artimañas y predicando a voces la excelencia de sus productos y lo irrisorio de sus precios. Toda calle romana era una ruidosa mezcla de gente, niños jugando, mendigos y comerciantes dando a conocer a voces sus productos, cada cual más alto para tapar a la competencia. Los más abundantes, y los que más vociferaban, eran los comerciantes de alimentos, y no existía lugar público donde no se les encontrara, al igual que a los traficantes de esclavos.
También las obras públicas movilizaban a infinidad de especialistas: albañiles, carpinteros, canteros, fontaneros, ingenieros, arquitectos etc. Por su parte, el Estado mantenía servicios públicos tan importantes como el abastecimiento de agua, los bomberos (la célebre militia vigilum, instaurada por el emperador Augusto en el año 22 a. C.) y las termas, los baños públicos donde la gente acudía regularmente a charlar y a divertirse, atendidas todas ellas por mano de obra esclava.

### El comercio en Roma
El comercio romano fue el motor que condujo a la economía de finales de la República y principios del Imperio. Modas y tendencias de la historiografía y cultura popular han tendido a no ocuparse de la base económica del imperio en favor de la lengua franca que fue el latín y las hazañas de las legiones. Tanto la lengua como las legiones fueron apoyadas por el comercio, siendo al mismo tiempo parte de su espina dorsal. Los romanos eran hombres de negocios y la longevidad de su imperio se debió a su comercio.

Debido a que, ya en el último siglo de la República (y no digamos en la época imperial), la península italiana no podía mantener a una población tan numerosa solamente con los recursos locales, se importaban los productos necesarios para la manutención y el buen funcionamiento de la industria y la vida romana de las provincias donde se producían. Gracias a la denominada Pax Romana, el comercio se desarrolló en las condiciones más favorables.

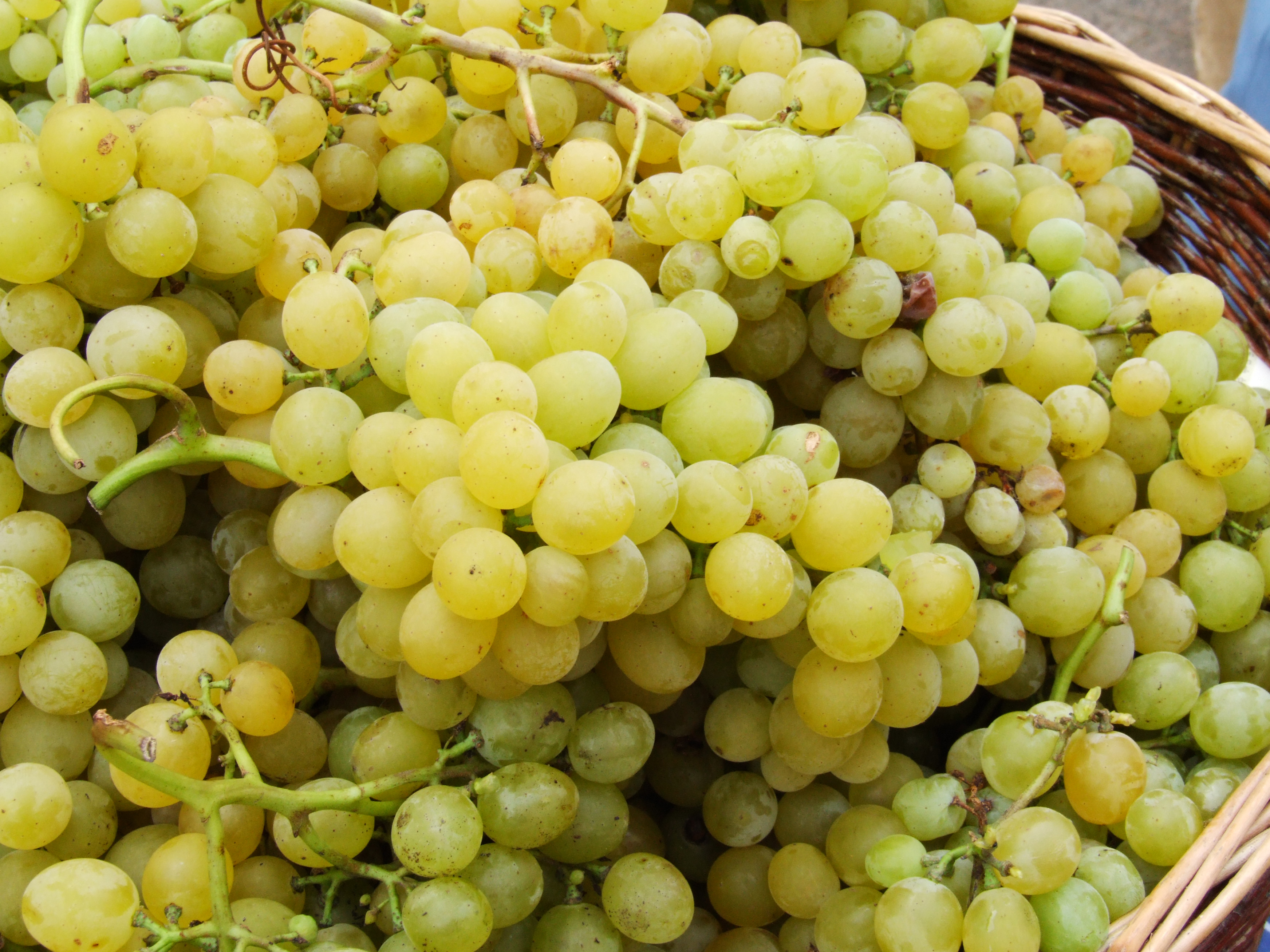
Una de las mayores exportaciones de Italia en tiempos de la Antigua Roma fueron sus excelentes vinos.

Así, la piratería y el bandidaje, que habían supuesto serias amenazas para el comercio, habían sido eliminados casi por completo. Pero la ya citada Pax romana no sólo hizo posible el auge del comercio hasta cotas nunca antes vistas, sino que provocó un espectacular crecimiento demográfico. Este crecimiento fue más acusado en el Mediterráneo occidental, ya que el oriente estaba muy poblado. Y, como todos los economistas saben, un aumento de la población suele producirse por un aumento en el nivel de vida de los ciudadanos. Según diversas estimaciones, la población del Imperio en tiempos de César oscilaba en torno a los 60 millones de personas.  Parece probable que el número de habitantes del Imperio a la muerte de Marco Aurelio (180 d. C.), fuese, al menos, el doble que a la muerte de Julio César (44 a. C.). Estas cifras atestiguan, por sí solas, el espectacular aumento demográfico que se produjo, ya que en unos 224 años, la población del Imperio se multiplicó por dos. Y es muy probable que estas personas que habitaban el Imperio estuvieran en una situación económica superior a la de millones de personas, tanto de ámbito agrícola como urbano, de Asia, África y Sur América de hoy en día.
Generalmente, la vía de transporte más utilizada, a pesar de las famosas calzadas romanas, era el Mediterráneo,  que se convirtió en la gran vía del tráfico comercial, con una prosperidad que nunca antes había alcanzado. Y, dicho sea de paso, rara vez volvería a brillar con tanta luminosidad.
Como es fácil imaginar, el próspero comercio arrastraba consigo gentes, lenguas, costumbres, religiones y problemas de mil orígenes y naturalezas, convirtiendo a Roma en un foro internacional.

## La política monetaria, la moneda romana
El movimiento de mercancías por el Imperio romano era, además de muy antiguo, muy fluido. Como todos los economistas saben, para que el comercio sea fluido debe existir una “mercancía” cuyo valor unifique el de todos los demás productos. Es decir, debe haber algo que pueda ser utilizado como patrón para “medir” el valor de las cosas.
En sus orígenes, como en los de todas las civilizaciones, el comercio romano no precisaba de la utilización de la moneda, ya que se utilizaba comúnmente el trueque como medio para realizar las transacciones. Esto queda demostrado, incluso, en el Derecho romano más primitivo, el cual establece que las multas y sanciones se deben pagar con las cabezas de ganado correspondientes. Pero cuando Roma empezó a expandirse por Italia y a conquistar a otros pueblos, sobre todo a los helenos que estaban asentados en la Campaña, penetró en un sistema de estados constituidos a la manera griega. Así, Roma adoptó el sistema monetario de los helenos. Como los romanos necesitaban importar metales para fabricar instrumentos para el cultivo o bien para fabricar armas, el cobre y el bronce constituyeron muy pronto otro artículo de cambio. Así, las primeras monedas romanas, por lo menos de las que tenemos constancia, fueron de cobre, aunque su valor se medía con respecto al lingote de bronce (Aes) y tomaron el nombre de este metal. Por supuesto, nos estamos refiriendo al “as” romano.
Con sus monedas de cobre, el comercio romano muy pronto se extendió por todo el Lacio, por Etruria y llegó hasta el sur de Italia. Pero aquí a los romanos se les presentó un problema, ya que los griegos que estaban asentados en el sur de Italia utilizaban monedas de plata, así que tuvieron que realizar unos primitivos “tipos de cambio”.
Cuando, tras la guerra contra el rey Pirro del Epiro (280-275 a. C.), Roma conquistó el sur de Italia y, con él, todas sus ciudades griegas, entre ellas la actual Tarento, el Senado romano, hacia el 268 a. C., no toleró la diversidad de monedas nada más que para las fracciones en grandes cantidades. Así se adoptó un tipo de moneda común para toda Italia y se centró su acuñación en Roma. El primer denario del que tenemos noticias fue encontrado en las cercanías de Capua y data del 268 a. C. Es posible que el Senado romano adoptara antes de esta fecha la moneda de plata, pero como nuestras conclusiones deben estar apoyadas en pruebas, sólo podemos decir que la moneda de plata empezó a usarse en Roma, al menos, a partir del ya referido 268 a. C. Todo lo demás, hasta el momento, son puras conjeturas. Esta nueva moneda fue acuñada en plata y tuvo por base el valor legal relativo de los dos metales, es decir el tipo de cambio existente entre el bronce y la plata. Esta base fue la pieza de diez ases, ya que diez ases equivalían a una moneda de plata de Tarento. Así, el nuevo “dinero” romano, o denarius, acuñado, como acabamos de decir, en plata, pesaba poco más que el dracma de Atenas. Su peso nominal era de 4,58 gramos, aunque en el año 217 a. C. se rebajó a 3,9 gramos. Si en la moneda aparecía el símbolo X o ж significaba que tenía un valor equivalente a diez ases, es decir, que pesaba exactamente el peso establecido por ley.
No se debe pensar que, con la fabricación de la nueva moneda, los ases de cobre dejaron de existir. Los denarios se utilizaban sólo en las medianas y grandes transacciones, dejando el uso general del as de cobre para las pequeñas. Pero muy pronto resultó evidente que el as era demasiado pequeño para dichas transacciones (ya que, con la llegada del denario de plata, se transformó en poco más que calderilla, al ser una moneda fraccionaria), así que se acuñó otra moneda en plata. Esta moneda tenía menos cantidad de plata (pesaba menos) que el denario. Así, se fijó que la nueva moneda, a la que se llamó “sestercio”, equivaldría a ¼ de denario y a 2,5 ases. Es decir, el denario, la moneda principal, estaría dividida en cuatro sestercios y/o en diez ases.
Y, al igual que ocurrió con el sestercio, a la larga el estado romano se vio obligado a admitir la necesidad de otra moneda, ya en tiempos del emperador Nerón, que pudiera ser utilizada por el Estado en sus enormes transacciones, ya que el empleo de millones de denarios o sestercios era algo engorroso. Así se acuñó, de nuevo, otra moneda, esta vez en oro. La aparición de esta moneda de oro hizo necesaria la especificación de denarius argentus para el denario original de plata y denarius aureus para el de oro, ya que así se llamaba esta nueva moneda, que fue acuñada con un peso equivalente a 1/40 de la libra romana (8,18 gr), con la intención, además de la ya mencionada, de sustituir a las estateras de Filipo II de Macedonia (que circulaban con profusión en Roma) por una moneda que a la vez guardase una relación sencilla con las de plata. Un denario áureo equivalía a 25 denarios argénteos o a 100 sestercios de plata. Pero a partir del año 60 d. C., tanto la ley del metal como el peso fueron bajando gradualmente, hasta llegar, en los tiempos de Caracalla, a pesar 6,55 gr.
Así, tras el mandato de Nerón, existían cuatro tipos de monedas romanas principales que, como es de suponer, circulaban por todo el mediterráneo:
- Acuñado en cobre, el As.
- Acuñados en plata estaban el Sestercio (2,5 ases) y el Denarius argentus (4 sestercios y/o 10 ases).
- Y acuñado en oro estaba el denarius aureus (25 denarius argentus, 100 sestercios y/o 250 ases).

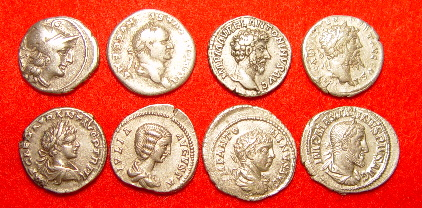
Arriba: c. 157 a. C. República Romana, c. AD 73 Tito Flavio Vespasiano, c. 161 Marco Aurelio, c. 194 Septimio Severo;
Abajo: c. 199 Caracalla, c. 200 Julia Domna, c. 219 Heliogábalo, c. 236 Maximino el Tracio.

## Banca
La configuración del sistema bancario bajo el Imperio permitía el intercambio de sumas extremadamente grandes sin la transferencia física de monedas, lo que dio lugar al dinero por decreto. Al no existir un banco central, un banquero de depósitos profesional —argentarius, coactor argentarius, o más tarde nummularius— recibía y mantenía depósitos a plazo fijo o indefinido y prestaba dinero a terceros. Generalmente, el capital disponible superaba la cantidad que necesitaban los prestatarios, por lo que se hacían préstamos y se concedían créditos en condiciones arriesgadas. La élite senatorial estaba muy implicada en los préstamos privados, tanto como acreedores como prestatarios, y hacían préstamos con cargo a sus fortunas personales sobre la base de conexiones sociales.
Los bancos de la Antigüedad clásica solían mantener menos reservas que el total de los depósitos de los clientes, ya que no tenían incentivos para garantizar que los depósitos de los clientes estuvieran asegurados en caso de retirada masiva de fondos. Era un consenso común entre los romanos de la época, especialmente por las ideologías de Séneca, que cualquier persona involucrada en el comercio debía tener acceso al crédito. Esa tendencia hacia el dinero por decreto hizo que la oferta monetaria fluctuara constantemente.
En la Antigua Roma disponían de una elaborada terminología para referirse a las actividades bancarias y a sus profesionales, especialmente durante el periodo  de mayor desarrollo de las operaciones comerciales y financieras (siglo III a. C. - siglo III d. C.). Inicialmente utilizaron dos tipos de nomenclatura para describir la profesión de banquero: la griega trapezitae y la latina argentarii. También se empleaba otra terminología para designar a quienes se dedicaban a las actividades bancarias: mensarii, mensularii, nummularii, coactores, coactores argentarii, stipulatores argentarii o collectarii. Entre mediados del siglo III d. C. y el siglo IV d. C., los banqueros romanos desaparecen del registro histórico, probablemente debido a las dificultades económicas causadas por la degradación de la moneda y la inestabilidad política y militar.

## Impuestos en Roma
Aunque el estado romano, obviamente, no puede compararse, en cuanto a instituciones, gasto social y desarrollo, a los modernos países, todos tienen algo en común: necesitan recursos para cubrir los gastos. Pero, a diferencia de lo que ocurre actualmente, en el que la mayoría de los gastos están destinados al denominado “gasto social” (sanidad, educación, subvenciones, subsidios…), en Roma la mayor parte, por no decir la totalidad, de los gastos estatales estaban destinados a cubrir las necesidades militares. Si bien es cierto que el gobierno de Roma mantenía ciertos gastos que hoy podríamos considerar como sociales (distribución gratuita de grano, policía urbana, termas, juegos, abastecimiento de agua…) la mayor parte del dinero que recaudaba el fisco iba destinado a financiar el ejército.
En Roma, aunque la escuela era una institución reconocida por el Estado, no era pública y el gobierno no se hacía cargo de su mantenimiento. En cuanto a la sanidad, solo se puede decir que no existía tal y como la conocemos hoy en día. Los médicos atendían a los enfermos en los propios hogares de estos y cobraban por los servicios prestados.
Las arcas del Estado fueron continuos picos al alza y a la baja, dependiendo de la buena o mala administración del Senado, en tiempos de la República, o del emperador, en tiempos del Imperio. En el caso de estos últimos, los emperadores, unos se caracterizaron por su buena gestión de las finanzas y por los superávits que acumularon (como Augusto o Trajano); otros, por lo austeros y “tacaños” que eran en el tema del gasto público (como Tiberio o Claudio); y los demás por derrochar los superávits que los “tacaños” y los “buenos administradores” consiguieron en la realización de costosos espectáculos públicos, grandes obras monumentales y/o para dar gusto a su opulencia, construyéndose suntuosos palacios con todo el lujo imaginable (como Calígula, Nerón, Domiciano, Cómodo, Caracalla…).
Raramente el gobierno cubría los gastos sólo con los impuestos que cobraba, así que, cuando había que realizar grandes desembolsos, Roma recurría a la guerra para sacar un sustancioso botín de los países conquistados, que se utilizaba para cubrir los gastos restantes. Aquí tenemos una de las posibles causas de la caída de Roma, ya que, cuando el Imperio pasó a estar a la defensiva, se le hizo casi imposible cubrir sus propios gastos, derivándose de ello una monumental crisis fiscal, monetaria, económica y, por consiguiente, política que sacudió los cimientos del estado romano, propiciando su desplome.[cita requerida]
Uno de los primeros impuestos que se impusieron a los ciudadanos de Roma, y del que tenemos noticias, fue la Moenia, en tiempos de los reyes. Este impuesto consistía en prestaciones en las fincas reales, en edificios de la ciudad y en obras públicas.
Otro de los más antiguos impuestos era el Sacramentum, el cual era pagado por la persona que perdía un juicio. Este impuesto consistía en que, a la vista de un juicio, las dos partes litigantes depositaban un fondo, que perdía aquella parte que perdía el litigio, el cual era adjudicado a los sacerdotes para que lo emplearan en los sacrificios públicos.
Incluso desde los tiempos de los reyes, Roma era ya un conglomerado de gentes. También se gravó un impuesto para los residentes en Roma que no poseían la ciudadanía romana, los llamados aeraii, quienes pagaban una renta. Incluso el pastoreo del ganado en los dominios de tierra pública (Ager Publicus) estaba gravado mediante la Scriptura, la cual había que desembolsar. Y devengaba también el arriendo de tierras estatales (del Ager Publicus) mediante un impuesto llamado Vectigalia.
Pero, conforme fue pasando el tiempo y el estado romano fue haciéndose más y más grande, algunos de los impuestos fueron desapareciendo, como la Moenia. Incluso los ciudadanos romanos tuvieron el privilegio de estar exentos de los impuestos directos, ya que sólo contribuían con las rentas del Ager Publicus (Scriptura y Vectigalia) y con algunos otros como el Sacramentum; situación de privilegio que, tras la denominada Guerra Social o de los aliados (91 a. C.-89 d. C.), se extendió a toda Italia, ya que tras esta guerra todos los ciudadanos de Italia fueron reconocidos como ciudadanos romanos. Así, con el tiempo, la mayor parte de los impuestos la tuvieron que pagar los provincianos, que era en los que realmente se depositaban casi todas las contribuciones al fisco. En las provincias se establecieron dos clases de impuestos, un impuesto territorial (Tributum Soli) y un impuesto por cabeza (Tributum Capitis).

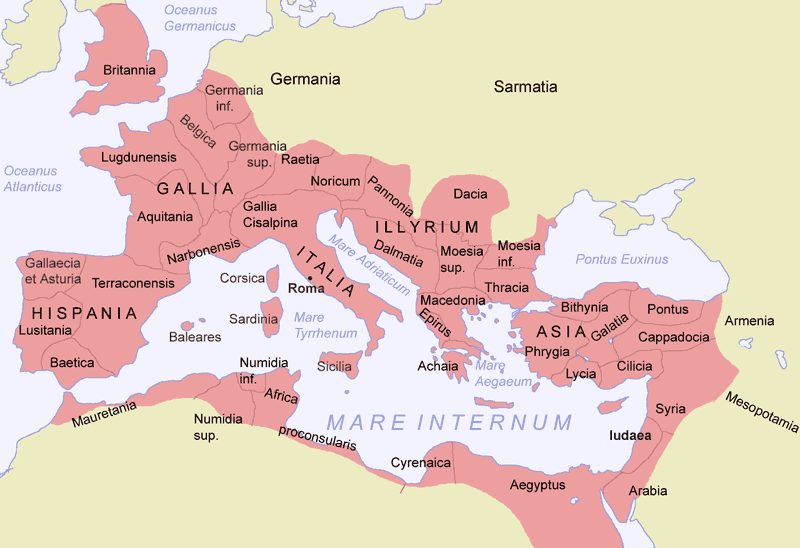
Era de las provincias (territorios externos a Italia) de donde Roma sacaba la mayor parte de sus ingresos. En el mapa, provincias del Imperio romano en el momento de su máxima extensión, hacia el 117 d. C.

El Tributum Soli lo pagaban todos aquellos que eran propietarios de bienes raíces, todos los provincianos y todos los ciudadanos romanos que vivían fuera de Italia. Solamente estaban exentas de pagar este impuesto las ciudades que poseían el Ius Italicum, es decir, algunas ciudades provinciales a las que se le otorgaba, de manera extraordinaria, los mismos derechos de las ciudades de Italia. Por el contrario, el Tributum Capitis lo pagaban sólo los provincianos, ya que los ciudadanos romanos estaban exentos. Este impuesto se gravaba sobre el capital y los bienes inmuebles y debían tributarlo los hombres y las mujeres, exceptuando los niños menores de doce años y los ancianos. Además, para los provincianos se ampliaron los Vectigalia, que recogían, además del arriendo de tierras del Ager Publicus, algunos impuestos indirectos recaudados por compañías de publicani (publicanos), entre los que se encontraban los derechos de aduana (Portoria), el impuesto sobre manumisiones o liberación de esclavos (5 %), el impuesto sobre la venta de esclavos (4 %) y el impuesto sobre el transporte de grano.
Todos estos impuestos indirectos eran recogidos por las ciudades, quienes lo enviaban a Roma. Todas las ciudades debían enviar a Roma el dinero recogido de los impuestos (Stipendium). Pero éstas también cobraban cierta cantidad para el mantenimiento de sus vías y de sus edificios públicos, aunque ésta cantidad “municipal” era cobrada aparte de los “impuestos estatales”. También existían algunas tarifas en los puentes, en los pasos de montaña, y para la navegación fluvial que eran recogidos por publicanos y que engrosaban las arcas de las ciudades. Incluso se dispuso una tasa que gravaba el consumo de agua pública (la que traían los acueductos), que había que abonar cada vez que se sacaba agua de una fuente pública.
Si toda esta salva de impuestos nos parecen demasiados, no debemos pasar por alto los impuestos extraordinarios que, generalmente, se realizaban en forma de requisas y eran cobrados por la administración militar. Los ciudadanos de las provincias estaban obligados a aportar, entre otras cosas, una habitación temporal para los soldados (hasta que se construía el campamento estable); todo tipo de herramientas; leña, trigo y, en algunas ocasiones, los barcos de las poblaciones marítimas o de los puertos fluviales; los adinerados tampoco se libraban de las cargas, debiendo aportar esclavos, telas, cueros, plata y otros objetos de valor.
Si todo esto no nos basta, durante la República la conducta de los gobernadores de las provincias no fue del todo “correcta”. Más bien, no fue correcta ni de los gobernadores ni de los Publicani que recogían los impuestos.[cita requerida]
La República siempre recurrió al sector privado para que aportara la necesaria experiencia recaudatoria. Este “sector privado” recogía los impuestos directos e indirectos y se bastaba por sí solo para provocar la desesperación de los pobres provincianos. El sistema de recaudación consistía en que se subastaban públicamente los contratos de recaudación de impuestos, y aquellos que ganaban avanzaban al Estado el total del impuesto que debían recaudar. Con el tiempo, los multimillonarios vieron el negocio y se asociaron en empresas que incluso emitían acciones, celebraban juntas generales y elegían directores que lideraban el consejo de administración. Obviamente, toda empresa tiene el derecho de sacar beneficio a raíz de sus actividades. Pero es que los Publicani no tenían ningún pudor a la hora de recuperar su inversión. No sólo recaudaban la multimillonaria cantidad que habían avanzado al estado, sino que también tenían como objetivo el forzar a los provincianos a pagar un extra por el privilegio de ser desplumados. Los Publicani no conocían límites. Ni los conocían ni se los auto imponían. Se puede pensar que los gobernadores estaban obligados a mantener la justicia y la paz entre sus súbditos. Al menos eso decían los máximos ideales republicanos. Pero lo cierto es que los sobornos que se ofrecían a estos gobernadores eran tan enormes que incluso los principios más severos acostumbraban a disolverse y convertirse en polvo.
Naturalmente, aunque los provincianos siguieron estando bajo una tremenda presión fiscal, toda esta corrupción aminoró en gran parte con el establecimiento del régimen Imperial. Durante la República, los gobernadores de las provincias eran los mismos senadores, los Patres que dirigían el Estado, que no tenían que rendir cuentas a nadie sobre su gestión, a menos que alguien les denunciara públicamente y el caso entrara a formar parte de los tribunales. Pero, normalmente, los senadores eran las personas más influyentes, ricas y poderosas de Roma, así que, bien ayudados por sus innumerables clientes, bien utilizando su enorme fortuna, en la mayoría de las ocasiones conseguían corromper a los tribunales y salir así airosos del problema. Y, como esto ocurría casi continuamente, quien se atrevía a denunciar públicamente las irregularidades cometidas por un gobernador cavaba, literalmente, su propia tumba. Pero con la llegada del Imperio los gobernadores —que, por otra parte, ya no eran senadores, sino influyentes personajes de otro grupo social, los caballeros (Equites, que eran los acomodados pero sin rango senatorial)— sí que tenían que rendir cuentas de su gestión ante un superior, el Emperador, que no consentía la más mínima discordia civil en sus provincias.[cita requerida] Y el abuso en el cobro de impuestos podía ser un motivo muy propicio para causar una sedición entre los súbditos de Roma, así que los gobernadores provinciales prefirieron salvar antes sus cuellos que enriquecerse más aún. Aunque la corrupción continuó existiendo aún bajo la férrea tutela de los Césares, la misma descendió de tal modo que al pueblo no le importó el recorte de libertades que sufrieron tras la “abolición” del gobierno republicano, ya que todos los ciudadanos del Imperio 

recelaban del gobierno del Senado […] a causa de la avaricia de los magistrados, resultándoles ineficaz el auxilio de las leyes, que eran distorsionadas por la fuerza, el soborno y, a fin de cuentas, por el dinero.
Cornelio Tácito, Anales, I,2.

### Capitación
La capitación era un impuesto romano que englobaba varios tipos de tasas y variaba de una región a otra. Era de tipo personal e individual en las ciudades. En el ámbito rural era una base tributaria que servía para efectuar el cálculo del impuesto territorial.
Las reformas fiscales emprendidas por Julio César y concluidas por César Augusto, establecieron como base tributaria del estado romano una contribución personal —el tributum capitis— y un tributo sobre los bienes raíces —el tributum soli—. Tras las crisis del siglo III, y como continuación de las reformas emprendidas durante los Severos, con los impuestos annonarios, Diocleciano estableció la capitación tal como más frecuentemente es conocida. Se mantenía, de alguna manera, el antiguo tributum capitis, pero llamado capitatio plebeia —en la Galia—, o capitatio humana —en Tracia—. A su vez, se establecían varias capitaciones rurales, basadas en la estimación de la productividad virtual agrícola, y a veces ganadera.
La iugatio-capitatio era la base tributaria establecida a partir de la cantidad de unidades de tierra —iugadas— aptas para ser cultivadas y aprovechadas por un trabajador agrario apto —caput—. La cantidad de iugadas por caput podía oscilar entre las 5 (1,35 Ha) en caso de buena viña, a las 90 (25 Ha) en caso de suelos de cereal pobres; o 225 olivos en llano, o 450 olivos en montaña. La capacidad de producción —a efectos tributarios— de una mujer generalmente era la mitad de un hombre. El rendimiento obtenido era puramente teórico y virtual, pero constituía la base para exigir la cuota tributaria.
Se tienen noticias de la existencia de una capitatio animalium, que gravaba la explotación ganadera.
La capitación era pagadera en especies, generalmente se recaudaba de manera trienal, y podía liquidarse en tres pagos. Era un impuesto sujeto a frecuentes desgravaciones, así como a exenciones para el personal militar. La capitación urbana egipcia (según mención de abundantes papiros de Oxirrinco) fue, al parecer, de 400 dracmas anuales por persona.
Fue desapareciendo de las ciudades, y hacia finales del siglo VI prácticamente solo la pagaban los campesinos libres, en su forma de impuesto territorial. La tendencia fue sustituir este impuesto, en su forma individual, por una vinculación vitalicia del colono a la tierra (inicio de los siervos).